# Hardeshøj
Hardeshøj er en landsby med ca. 40 indbyggere og færgeleje på det nordlige Als. Hardeshøj er et gammelt udskibningssted hvor der i omkring 300 år været en færge til Ballebro på Sundeved.
Færgen M/F Bitten Clausen sejler dagligt hver halve time til Ballebro fra et relativt nyt færgeleje. Det tidligere færgeleje benyttes til fritidsformål. Der er en bro til større både og kuttere og en mindre jollehavn.
Færgekroen Hardeshøj Kro er fra 1721, og anvendes nu til feriboliger. Mod vest ligger et større strandengorområde, der er omfattet af naturbeskyttelsesloven. 
I nærheden af færgelejet ligger motorcykelklubben MC Kædens klubhus, der har ca.  65 medlemmer. 

## Historie
Indtil 1634 gik landevejen "Oksevejen" fra Hardeshøj til Mjels og videre over Stegsvig og Farresdam til Holm. Der var store dæmninger over begge havbugter, men den store stormflod i 1638 rev dæmningerne bort og siden den tid har den ældste forbindelse mellem de to byer været afbrudt.
Det menes at det var Ridder Mogens Harder der oprettede den første overfart fra Hardeshøj til Ballebro. Årsagen var at Ridder Mogens Harder havde jord på begge sider af fjorden. Man har kendskab til, at der har været færgefart mellem Hardeshøj og Ballebro helt tilbage til 1683, hvor ruten er indtegnet på et kort.  1720´erne havde færgemanden 3 både for at tilfredsstille behovet. To store til vogne og heste og en lille til at sætte passagerer over i. Man sejlede efter behov, hvis der var folk i Ballebro som skulle sættes over, rejste man et bræt, når ”færgen” skulle til Ballebro. Et lille bræt for en lille båd og et stort bræt for en stor båd.
Under krigen i 1864, var der mangel på soldater med erfaring og træning, og en alvorlig mangel på officerer gjorde situationen værre. For at reducere disse risici så meget som muligt, blev nogle af regimenterne sendt til Nordborg og Hardeshøj. 
I isvintrene under og efter besættelsen var isen så tyk, at man kunne cykle over Alssund fra Hardeshøj til Ballebro.[kilde mangler]
Fra 1976 til 2001 sejlede M/F Jacob Hardeshøj, da den blev afløst af M/F Bitten Clausen. 
- Granitskulpturen "Vartegn" symboliserer færge, fiskeri og sejlsport
- M/F Bitten Clausen